# Dentro
Dentro es el segundo álbum de estudio de la banda madrileña de metal alternativo Skunk D.F..

## Listado de canciones
1. «Un minuto»
2. «En nombre de Dios»
3. «El encanto de la imperfección»
4. «Plaza Suárez»
5. «Supervivencia»
6. «El silencio»
7. «Por dentro»
8. «Anestesia»
9. «2-3-6-8-10»
10. «Empezar otra vez»
11. «Identidad»
12. «El vagón de los esclavos»

## Créditos
- Germán González, voz.
- Pepe Arriols, bajo.
- Fernando Lamoneda, guitarra
- Raúl Guerra, guitarra y producción.
- Álvaro García, batería.
- Roberto Galán, producción.

- Datos: Q5802769